# Heliophila affinis
Heliophila affinis är en korsblommig växtart som beskrevs av Otto Wilhelm Sonder. Heliophila affinis ingår i släktet solvänner, och familjen korsblommiga växter. Inga underarter finns listade i Catalogue of Life.